# Bayshore
Bayshore és una concentració de població designada pel cens dels Estats Units a l'estat de Carolina del Nord. Segons el cens del 2007 tenia 2.974 habitants.

## Demografia
Segons el cens del 2000, Bayshore tenia 2.512 habitants, 967 habitatges i 772 famílies. La densitat de població era de 270,2 habitants per km².
Dels 967 habitatges en un 35,7% hi vivien nens de menys de 18 anys, en un 72,6% hi vivien parelles casades, en un 5,1% dones solteres, i en un 20,1% no eren unitats familiars. En el 16,5% dels habitatges hi vivien persones soles el 4,8% de les quals corresponia a persones de 65 anys o més que vivien soles. El nombre mitjà de persones vivint en cada habitatge era de 2,6 i el nombre mitjà de persones que vivien en cada família era de 2,92.
Per edats la població es repartia de la següent manera: un 25,2% tenia menys de 18 anys, un 4,3% entre 18 i 24, un 31,1% entre 25 i 44, un 31% de 45 a 60 i un 8,5% 65 anys o més.
L'edat mediana era de 40 anys. Per cada 100 dones de 18 o més anys hi havia 96,3 homes.
La renda mediana per habitatge era de 63.869 $ i la renda mediana per família de 71.815 $. Els homes tenien una renda mediana de 49.286 $ mentre que les dones 32.442 $. La renda per capita de la població era de 24.837 $. Entorn de l'1,9% de les famílies i el 2% de la població estaven per davall del llindar de pobresa.

## Poblacions més properes
El següent diagrama mostra les poblacions més properes.